# Talamasca (banda)
Talamasca es un proyecto musical de trance psicodélico, con residencia en París, Francia. Es un proyecto en solitario de Cedric Dassulle, igualmente conocido como DJ Lestat. 

## Inicios
Cedric inició tocando el piano por cerca de 13 años. Es en 1992 cuando inicia su carrera como DJ. Durante 1995-96 fue DJ residente en el prestigioso Rex Club de París y fue justo en aquella época que se vio influenciado por la música trance que el programaba en algunas fiestas. En 1996 conoció a los otros integrantes fundadores; Steve Eli y Xavier de Galloy, quienes eran productores de música house y tenían su propio estudio de grabación. Juntos comenzaron un proyecto de trance conocido como Talamasca. Steve y Xavier dieron a Cedric todos los consejos y apoyo necesarios para que después de crear seis canciones, pudiera emprender su carrera por sí solo. Desde ese entonces ha publicado más de 100 canciones en las más prestigiosas compañías de música electrónica.

## Discografía
- 2000: Beyond the Mask (3D Vision) con la participación de: Dj Mael, Domestic, Moshe Kenan.
- 2001: Musica Divinorum (Spiral Trax International)
- 2003: Zodiac (3D Vision)
- 2004: Made In Trance (Mind Control Records)
- 2007: Obsessive Dream (Mind Control Records)
- 2011: Make some noise(Mind Control Records)
- 2013: Psychedelic Trance (Dacru Records)
- 2014: Level 9 (Dacru Records)
- 2015: The time machine (Dacru Records)
- 2017: A Brief History Of Goa Trance (Dacru Records)
- 2018:  We Gonna Rock The World (Dacru Records)